# Argyractis zamoralis
Argyractis zamoralis là một loài bướm đêm trong họ Crambidae.